# 2430 Bruce Helin
2430 Bruce Helin è un asteroide della fascia principale. Scoperto nel 1977, presenta un'orbita caratterizzata da un semiasse maggiore pari a 2,3628663 UA e da un'eccentricità di 0,2139800, inclinata di 23,44619° rispetto all'eclittica.